# Crithopsis
Crithopsis là một chi thực vật có hoa trong họ Hòa thảo (Poaceae).

## Loài
Chi Crithopsis gồm các loài: